# Freiherr-vom-Stein-Plakette (Hessen)
Die Freiherr-vom-Stein-Plakette wird vom Land Hessen verliehen. Die Auszeichnung wird durch den Hessischen Minister des Innern an Städte, Gemeinden und Personen verliehen. Sie bezieht sich auf Heinrich Friedrich Karl vom und zum Stein (1757–1831), einen preußischen Reformer, der in diesem Zusammenhang vor allem wegen der Begründung der modernen kommunalen Selbstverwaltung in Deutschland gewählt wurde.

## Geschichte
Der damalige hessische Innenminister Heinrich Zinnkann kündigte in einer Sitzung des Landeskabinetts am 22. Mai 1951 die Etablierung einer Plakette an, die Gemeinden aus Anlass einer Feier ihres mindestens 750-jährigen Bestehens erhalten sollten. Der Finanzminister sagte während derselben Sitzung die nötigen Geldmittel zu. Vorlage war eine Porzellanplakette mit dem Bild des Freiherrn vom Stein, die der Deutsche Gemeindetag bis 1943 zu besonderen Anlässen verliehen hatte.
Im Mai 1951 erfolgte die formale Stiftung der Freiherr-vom-Stein-Plakette durch das hessische Innenministerium. In den folgenden Jahren wurde die Verleihungspraxis durch mehrere Erlasse festgeschrieben. Demnach konnten Kommunen, die auf eine mehr als 750-jährige Geschichte zurückblickten, die Auszeichnung auf dem Verwaltungsweg über Landrat, Regierungspräsidenten und Innenministerium beantragen, für den Zeitraum 1951 bis 1954 auch rückwirkend. Die Verleihung vollzog in der Regel der örtlich zuständige Regierungspräsident.
Erste Überlegungen zur Schaffung einer Porzellanmedaille verwarf die Landesregierung bald und legte sich im Jahr 1952 auf eine Ausführung in Eisenguss fest. Bis 1954 fertigte Richard Scheibe einen Entwurf an. Mit der Produktion wurde das Unternehmen Buderus in Wetzlar beauftragt, das bis heute der Hersteller der Plakette geblieben ist.
Im Jahr 1956 stiftete die Landesregierung auf Initiative des Innenministeriums zusätzlich die Freiherr-vom-Stein-Plakette für Persönlichkeiten des öffentlichen Lebens. Sie ist für Personen gedacht, die sich in der Kommunalpolitik oder Kommunalverwaltung verdient gemacht haben. Ihre Verleihung erfolgte zunächst rund fünf Jahrzehnte lang in fast 300 Fällen ohne fixierte Kriterien. In der Praxis setzte das Innenministerium aber langjähriges ehrenamtliches Engagement voraus, das sich nicht auf eine Kommune alleine beschränken durfte. Eine vergleichsweise hohe Zahl von Anträgen wurde mit Verweis auf das nicht ausreichende überörtliche Wirken abgelehnt.
Am 28. Juli 1970 erfolgte die erste Veröffentlichung der Verleihungskriterien für die Kommunalplakette im Staatsanzeiger für das Land Hessen, in der die vorherige Praxis um den notwendigen festlichen Rahmen der Jubiläumsfeier und die Teilbarkeit der Jahreszahl durch 25 ergänzt wurde – im Kern also die heutigen Verleihungsbedingungen. Zudem wurde für die Ermittlung des Jubiläumsalters eine Stellungnahme des zuständigen Staatsarchivs vorgeschrieben.
Im Verlauf der Gebietsreform in Hessen kam es zu Auseinandersetzungen, weil das Innenministerium einigen Kommunen die Plakette verweigerte, weil sich nur noch einzelne Ortsteile auf ein älteres Gründungsdatum berufen konnten. Diese Praxis wurde mit einem Erlass am 16. September 1974 beendet.
Seit 1989 wird die Plakette für Persönlichkeiten zusammen mit einer Anstecknadel verliehen, wie dies bei der gleichnamigen rheinland-pfälzischen Plakette schon seit 1984 üblich ist und in Hessen von mehreren bereits Geehrten angeregt worden war. Die Ergänzung der Plakette durch die Nadel ist bislang offiziell nicht geregelt.
Per Erlass des hessischen Innenministeriums vom 30. April 1996 wurde die Freiherr-vom-Stein-Ehrenurkunde ins Leben gerufen. Sie sollten zwei Probleme beheben: Nach der Kommunalreform ehemals selbstständige Gemeinden können die Plakette nicht mehr erhalten, wenn der Hauptort der neu gegründeten Gemeinde bereits Träger war. Außerdem können erneute Jubiläumsfeiern nicht noch einmal Verleihungen der Plakette auslösen, auch wenn sie die übrigen Bedingungen erfüllen.
Eine letzte relevante Änderung erfolgte am 6. Oktober 2006. Seitdem wird der Antrag auf Verleihung der Freiherr-vom-Stein-Plakette an Kommunen nicht mehr über die Regierungspräsidien, sondern direkt beim Landesinnenministerium gestellt. Zudem wurden mit diesem Erlass erstmals die Regeln für die Verleihung an Personen verbindlich festgehalten, wobei im Wesentlichen die langjährige Praxis festgeschrieben und eine Beantragung direkt beim Innenministerium verfügt wurde.

## Form

### Plakette für Kommunen
Der Durchmesser der Plakette beträgt 245 Millimeter. Das nach heraldisch rechts blickende Kopfbildnis des Freiherrn vom Stein ist avers erhaben. Die Umschrift lautet KARL FREIHERR VOM STEIN / 1757 1831 und ist von Darstellungen von Eichenzweigen und Getreideähren begleitet. Die Künstlersignatur R. Sch. befindet sich auf etwa vier Uhr. Revers sind die Herstellerbezeichnung Buderus sowie oben zwei Stifte mit Bügel angebracht, die zur Aufhängung dienen. Das Etui aus Holz ist mit weißem Kunstleder bezogen und mit rotem Samt ausgeschlagen. Es verfügt über zwei verchromte Schließen. Lieferant des Etuis ist seit Mitte der 1990er Jahre das Unternehmen Stempelspirale in Linden.

### Plakette für Persönlichkeiten des öffentlichen Lebens
Bei der Auszeichnung für Personen handelt es sich im Wesentlichen um eine verkleinerte Ausführung der Plakette für Kommunen mit 95 Millimeter Durchmesser, die ebenfalls von Buderus hergestellt wird. Allerdings fehlt avers die Umschrift. Revers befindet sich die zentrierte Inschrift KARL / FREIHERR VOM / STEIN. Umlaufend befinden sich die Jahreszahlen 1757 1831 sowie Eichenzweige und Ähren. Das Verleihungsetui, ebenfalls aus der Herstellung von Stempelspirale, ist mit schwarzem Kunstleger bezogen und mit blauem Samt ausgeschlagen und verfügt über eine vergoldete Schließe.
Auf der zugehörigen Nadel findet sich das Plakettenmotiv verkleinert und mit der Umschrift FREIHERR VOM STEIN in der unteren Hälfte wieder. Sie ist aus Silber hergestellt, insgesamt 40 Millimeter lang, mit einem 18 Millimeter durchmessenden Abzeichen. Die Nadeln werden vom Unternehmen B. H. Mayer’s Kunstprägeanstalt, Pforzheim, hergestellt.

## Auszeichnungen

### Städte und Gemeinden
Die Freiherr-vom-Stein-Plakette kann Gemeinden und Städten verliehen werden, die auf ein mindestens 750-jähriges Bestehen zurückblicken und das historische Ereignis im festlichen Rahmen (die Jubiläumszahl muss durch 25 teilbar sein) feiern wollen. Bis Januar 2009 waren 487 Freiherr-vom-Stein-Plaketten verliehen worden. Mit Stand vom 29. Juli 2013 kann noch 84 hessischen Gemeinden diese Ehrung zuteilwerden. Die Einzelheiten und Voraussetzungen der Verleihung der Freiherr-vom-Stein-Plakette an Gemeinden und Städte werden durch den Erlass des Hessischen Ministers des Innern vom 23. Oktober 2006 geregelt.
Neben der nur einmal stattfindenden Verleihung der Freiherr-vom-Stein-Plakette an Gemeinden kann ihren einzelnen Ortsteilen aus Anlass eines entsprechenden Jubiläums die Freiherr-vom-Stein-Ehrenurkunde verliehen werden. Die Einzelheiten und Voraussetzungen der Verleihung der Freiherr-vom-Stein-Ehrenurkunde an Ortsteile sind ebenfalls in dem Erlass des Hessischen Ministers des Innern vom 23. Oktober 2006 niedergelegt. Die Freiherr-vom-Stein-Ehrenurkunde wurde mit Stand Februar 2009 bislang 184 Mal verliehen.
Die erste Verleihung in dieser Form erfolgte am 11. Juli 1954 an die damals noch eigenständige Gemeinde Hattenheim aus Anlass ihrer 1000-Jahr-Feier.
Eine Besonderheit war im Jahr 1955 die bislang einzige Verleihung an einen Empfänger, bei dem es sich nicht um eine Kommune handelte. Dabei erhielt das Freiherr-vom-Stein-Institut, die 1950 gegründete Weiterbildungsinstitution des Hessischen Städte- und Gemeindebunds, die Plakette.

### Personen
Aufgrund des Kabinettsbeschlusses vom 15. Mai 1956 wird die Freiherr-vom-Stein-Plakette an Persönlichkeiten des öffentlichen Lebens verliehen, die sich im Bereich der Kommunalverwaltung oder der Kommunalpolitik besonders verdient gemacht haben. Bis Juli 2006 sind 293 Personen mit der Freiherr-vom-Stein-Plakette ausgezeichnet worden. In der Praxis erfolgt die Ehrung meist zu runden Geburtstagen Dientjubiläen oder zum Ausscheiden aus Funktionen.
Erster Träger war der Fuldaer Oberbürgermeister Cuno Raabe, der die Plakette am 28. September 1956 erhielt. In wenigen Ausnahmefällen wurden ausländische Amtsträger auf diese Weise geehrt, so im Juli 1957 der französische Innenminister Maurice Pic und Marcel Lévèque, Stadtpräsident von Paris, und im März 1960 der Finanzminister von Ghana.
- Johannes Debus X. (vor † 24. Februar 1966)
- Karl Horn (vor † 13. Juli 1971)
- Anton Dey (vor † 17. September 1973)
- Fritz Hoch (vor † 20. Oktober 1984)
- Luise Berthold (vor † 3. Oktober 1985)[4]
- Oscar Hanke (vor † 14. April 1988)
- Christian Labonte (vor † 14. März 1992)
- August Franke (vor † 21. Oktober 1997)
- Armin Klein (vor † 23. Januar 2009)
- Irmgard Sondergeld (vor 3. August 2010)
- Erika Wagner (vor 3. August 2010)

Gesicherte Daten:
- Friedrich Bachmann, Wiesbaden, 30. August 1957

- Georg Wink, Darmstadt, 26. August 1959
- Ludwig Schneider, 1963
- Leopold Bausinger, 20. Januar 1964
- Fritz Wernath, Darmstadt, 6. April 1964
- Rudolf Prestel, Frankfurt am Main, 1966
- Karl Blum, Frankfurt am Main, 6. Juli 1966
- Ludwig Engel, Darmstadt, 14. Januar 1971
- Wolfgang Mischnick, Frankfurt am Main, 29. September 1971[5]
- Karl Branner, Kassel, 11. September 1972[6]
- Hermann Molter, Darmstadt, 14. Februar 1974
- Werner Schmid, Fulda, 21. Dezember 1977[7]
- Gerhard Arnold, 1981
- Ernst Jakobi, Darmstadt, 30. März 1983
- Georg Leber, 1987
- Hubert Aumüller, Villmar, 30. Juni 1988
- Hanno Drechsler, Wiesbaden, 1. September 1990
- Fritz Kramer, 5. Februar 2003[8]
- Peter Benz, Darmstadt, 17. Juni 2005
- Peter Böhm, Bickenbach, 12. Februar 2011[9]
- Mathäus Lauck, Wiesbaden, Juni 2011[10]
- Robert Fischbach, Wiesbaden, 28. November 2013[11]
- Walter Jakowetz, Gladenbach, 6. November 2015[12]
- Georg Röse, Battenberg, 2015[13][14]